# João Mário
João Mário Naval da Costa Eduardo (Porto, el 19 de gener de 1993) és un jugador de futbol portuguès que juga per l'Sporting Clube de Portugal com a migcampista.